# Fungiidae
Fungiidae  is een familie van neteldieren uit de klasse van de Anthozoa (bloemdieren). 

## Geslachten
- Cantharellus Hoeksema & Best, 1984
- Ctenactis Verrill, 1864
- Cycloseris Milne Edwards & Haime, 1849
- Danafungia Wells, 1966
- Fungia Lamarck, 1801
- Halomitra Dana, 1846
- Heliofungia Wells, 1966
- Herpolitha Eschscholtz, 1825
- Lithophyllon Rehberg, 1892
- Lobactis Verrill, 1864
- Pleuractis Verrill, 1864
- Podabacia Milne Edwards & Haime, 1849
- Polyphyllia Blainville, 1830
- Sandalolitha Quelch, 1884
- Zoopilus Dana, 1846